# Tirrena-Adriàtica 1991
La Tirrena-Adriàtica 1991 va ser la 26a edició de la Tirrena-Adriàtica. La cursa es va disputar en vuit etapes entre el 13 i el 20 de març de 1991, amb un recorregut final de 1.317 km.
El vencedor de la cursa fou l'espanyol Herminio Díaz Zabala (ONCE), que s'imposà l'italià Federico Ghiotto (Ariostea) i al mexicà Raúl Alcalá (PDM), segon i tercer respectivament. Aquesta fou la primera victòria en la general d'un ciclista espanyol en aquesta cursa.

## Etapes
| Etapa | Data       | Recorregut                            | Km    | Vencedor d'etapa        | Líder de la general        |
| ----- | ---------- | ------------------------------------- | ----- | ----------------------- | -------------------------- |
| 1a    | 13 de març | Pompeia - Ottaviano                   | 185,0 | Federico Ghiotto (ITA)  | Federico Ghiotto (ITA)     |
| 2a    | 14 de març | Maddaloni - Frosinone                 | 206,0 | Pascal Richard (SUI)    | Federico Ghiotto (ITA)     |
| 3a    | 15 de març | Cerro al Volturno - Fossacesia        | 169,2 | Dmitri Kónixev (URS)    | Federico Ghiotto (ITA)     |
| 4a    | 16 de març | Fossacesia - Chiaravalle              | 220,0 | Silvio Martinello (ITA) | Federico Ghiotto (ITA)     |
| 5a    | 17 de març | Montegranaro - Osimo                  | 154,5 | Gerard Rue (FRA)        | Federico Ghiotto (ITA)     |
| 6a    | 18 de març | Osimo - Monte Urano                   | 176,0 | Dirk de Wolf (BEL)      | Federico Ghiotto (ITA)     |
| 7a    | 19 de març | Grottammare - Ancanaro                | 188,0 | Jesper Skibby (DEN)     | Federico Ghiotto (ITA)     |
| 8a    | 20 de març | S.B del Tronto - S.B del Tronto (CRI) | 18,3  | Erik Breukink (NED)     | Herminio Díaz Zabala (ESP) |

## Classificació general
|    | Ciclista                   | Equip              | Temps       |
| -- | -------------------------- | ------------------ | ----------- |
| 1  | Herminio Díaz Zabala (ESP) | ONCE               | 35h 12' 46" |
| 2  | Federico Ghiotto (ITA)     | Ariostea           | + 4"        |
| 3  | Raúl Alcalá (MEX)          | PDM                | + 52"       |
| 4  | Thomas Wegmüller (SUI)     | Weinmann           | + 52"       |
| 5  | Maarten den Bakker (NED)   | PDM                | + 2' 01"    |
| 6  | Jesper Skibby (DEN)        | TVM                | + 2' 45"    |
| 7  | Gerard Rue (FRA)           | Helvetia-La Suisse | + 2' 45"    |
| 8  | Giuseppe Petito (ITA)      | GIS-Ballan         | + 3' 22"    |
| 9  | Scott Sunderland (AUS)     | TVM                | + 3' 32"    |
| 10 | Luc Leblanc (FRA)          | Castorama          | + 3' 35"    |